# オシアス・ベールト
オシアス・ベールト（Osias Beert、1580年頃 - 1623年12月）は、アントウェルペンで活動したフランドルの画家である.。たくさんの花が活けられた花瓶を描いた静物画や、「ontbijtje」や「banketje」と呼ばれる、食卓を描く静物画を描いた。17世紀オランダ黄金時代の絵画における静物画の発展の先駆をなした画家とされる。

## 略歴
アントウェルペンかコルトレイクに生まれたと推定されている。1582年には家族とアントウェルペンに住んでいた。1596年にはあまり有名でない画家のAndries van Baseroo の弟子になったとされている。1602年にアントウェルペンの画家組合で親方の資格を得た。
1606年1月に結婚し、1622年には画家として活動した同名の息子、Osias Beert the Younger(1622–c.1678)が生まれた。
画家として働く一方、コルク商人としても働いていた。このことは画家としての収入が十分でなかったことを示唆している。ベールトが亡くなった後、画家仲間からの借金を支払うために未亡人は絵や家具を売らなければならなかった。
1605年から1618年の間にベールトの工房で学んだ弟子には Hans Ickensや Pieter Doens、Frans Ykens 、Paulus Pontius、Jan Willemssen、Frans van der Borchtらがいた。
ベールトが描いた題材の一つは、籠や花瓶に活けられた花で、複数の花器に活けられた花を組み合わせた構成を取った。開花するのが別々の時期の様々な花で、絵画は構成されている。「ontbijtje（朝食画）」や「banketje（晩餐画）」と呼ばれる、食卓を描く静物画を描いた最初期の画家の一人であり後の静物画家たちに影響を与えたとされる。

## 作品

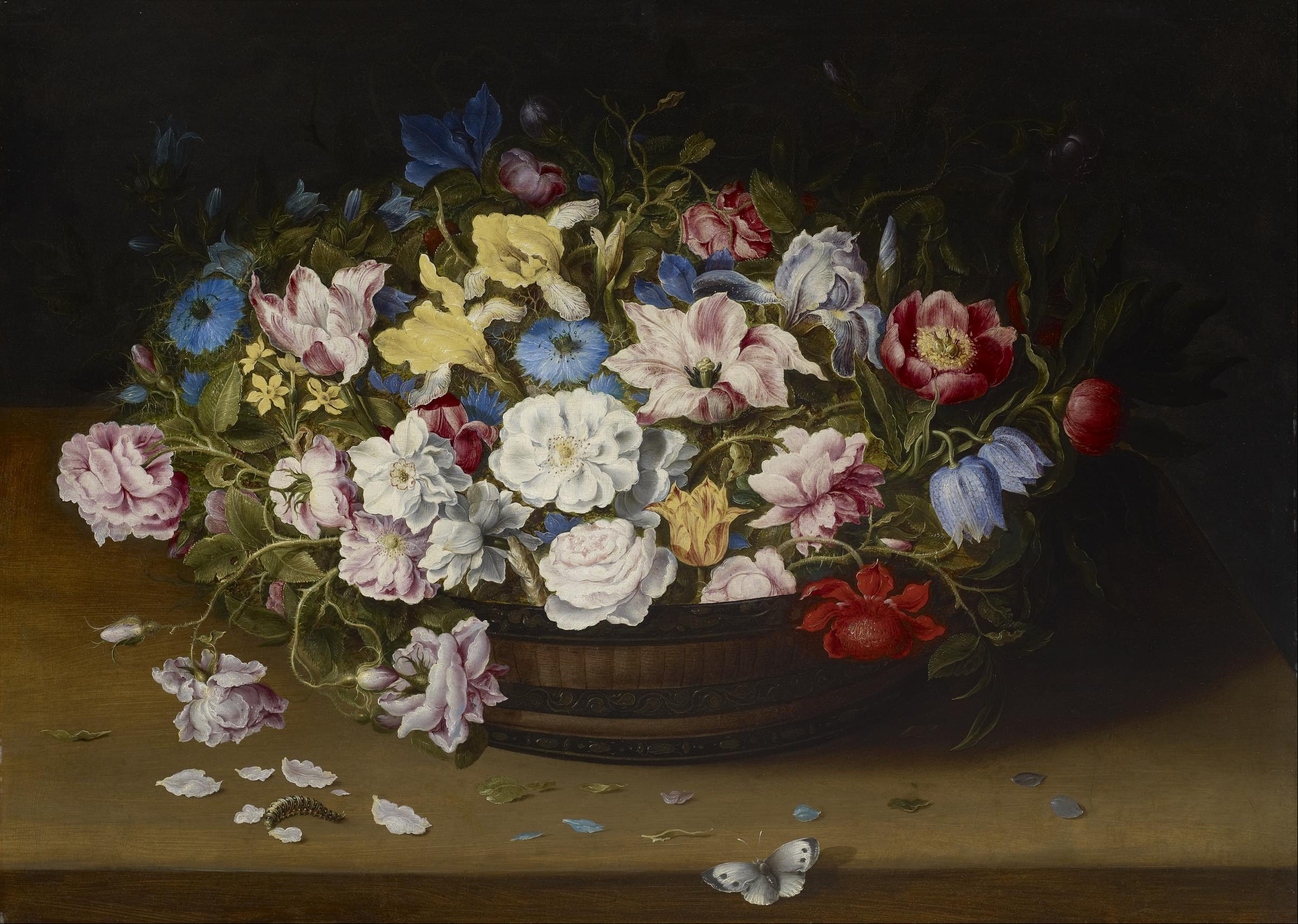
花籠
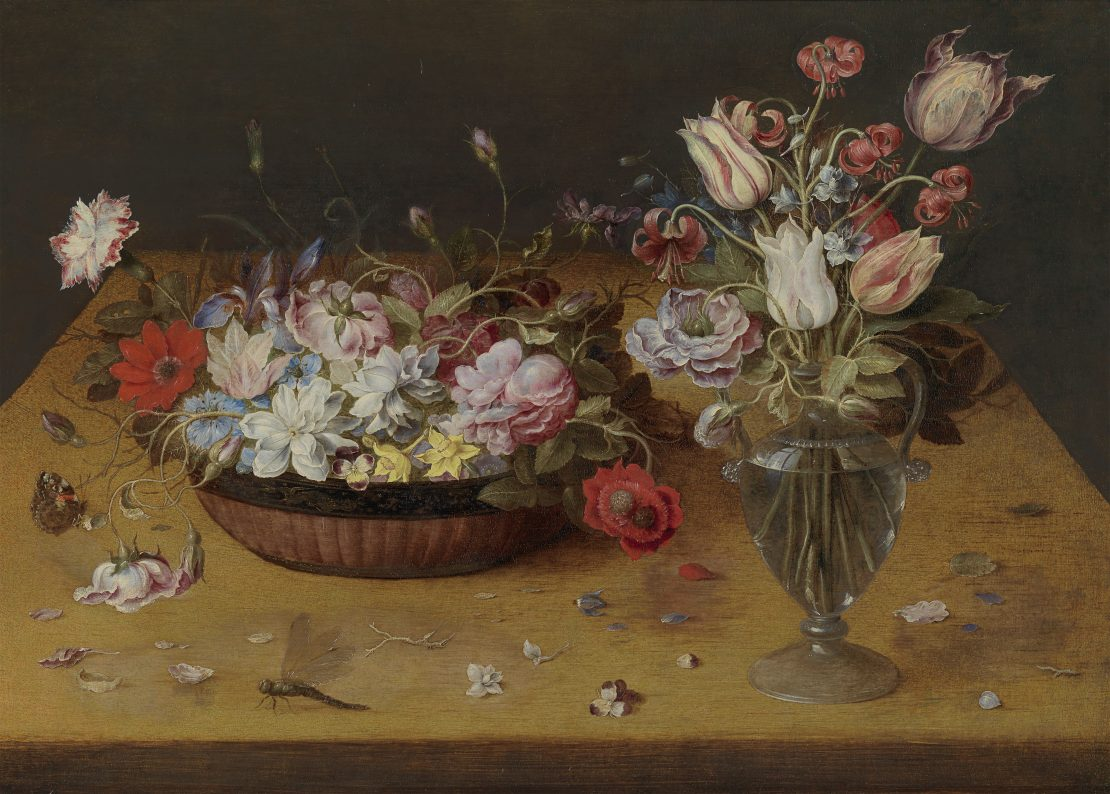
籠とガラス花瓶に活けられた花
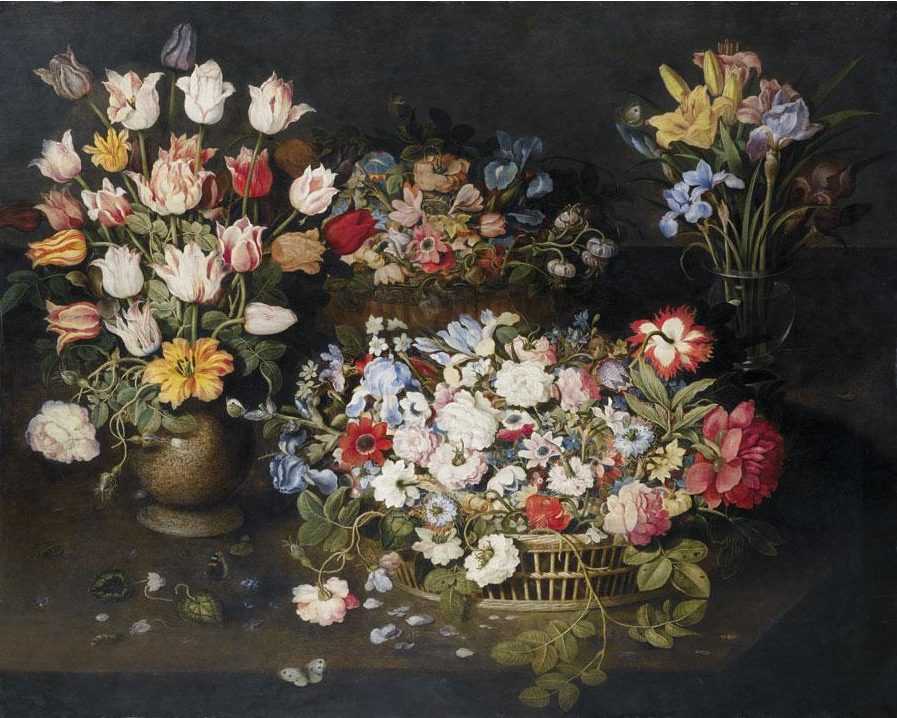
東洋の陶器などに活けられた花
牡蠣のある静物
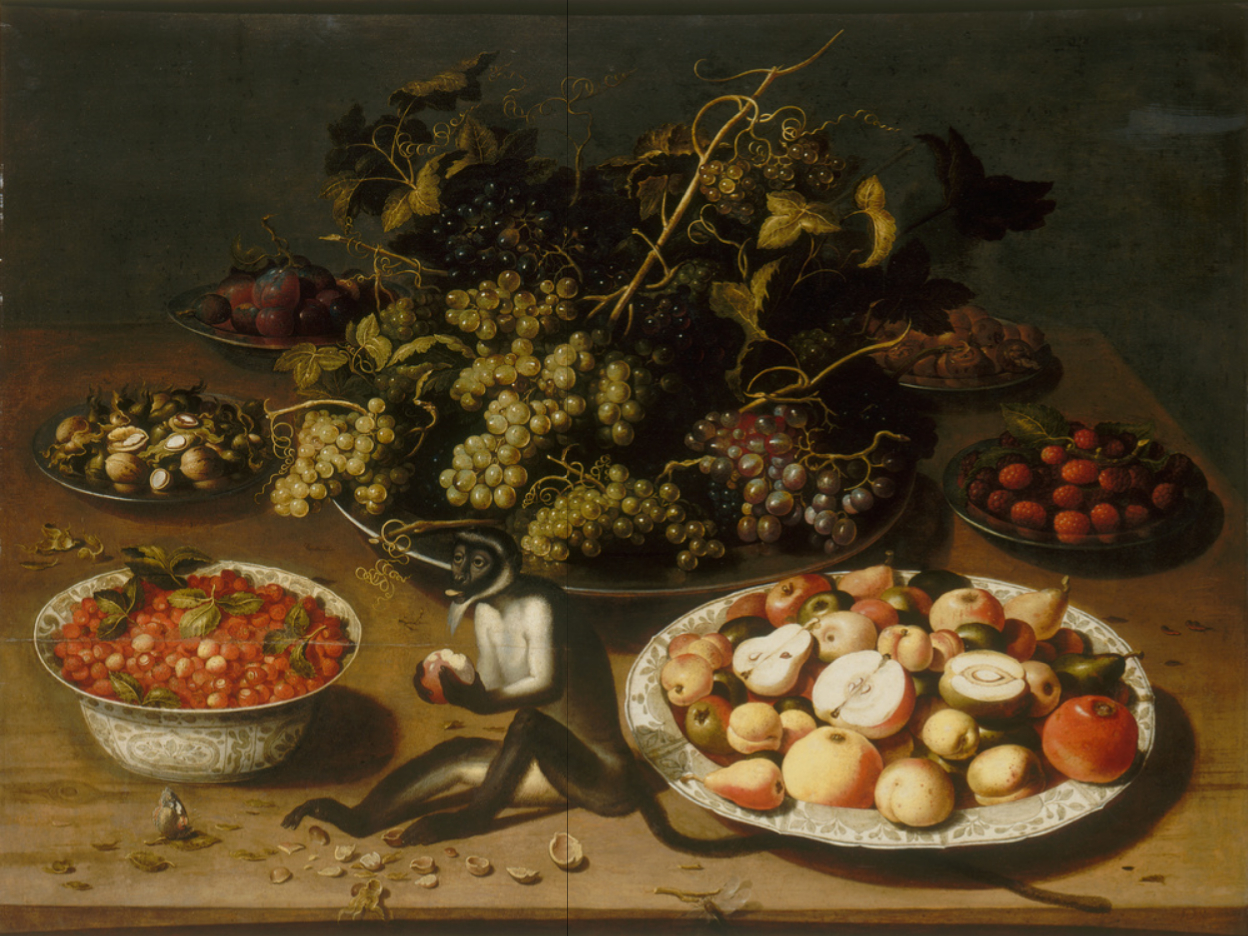
サルのいる静物画
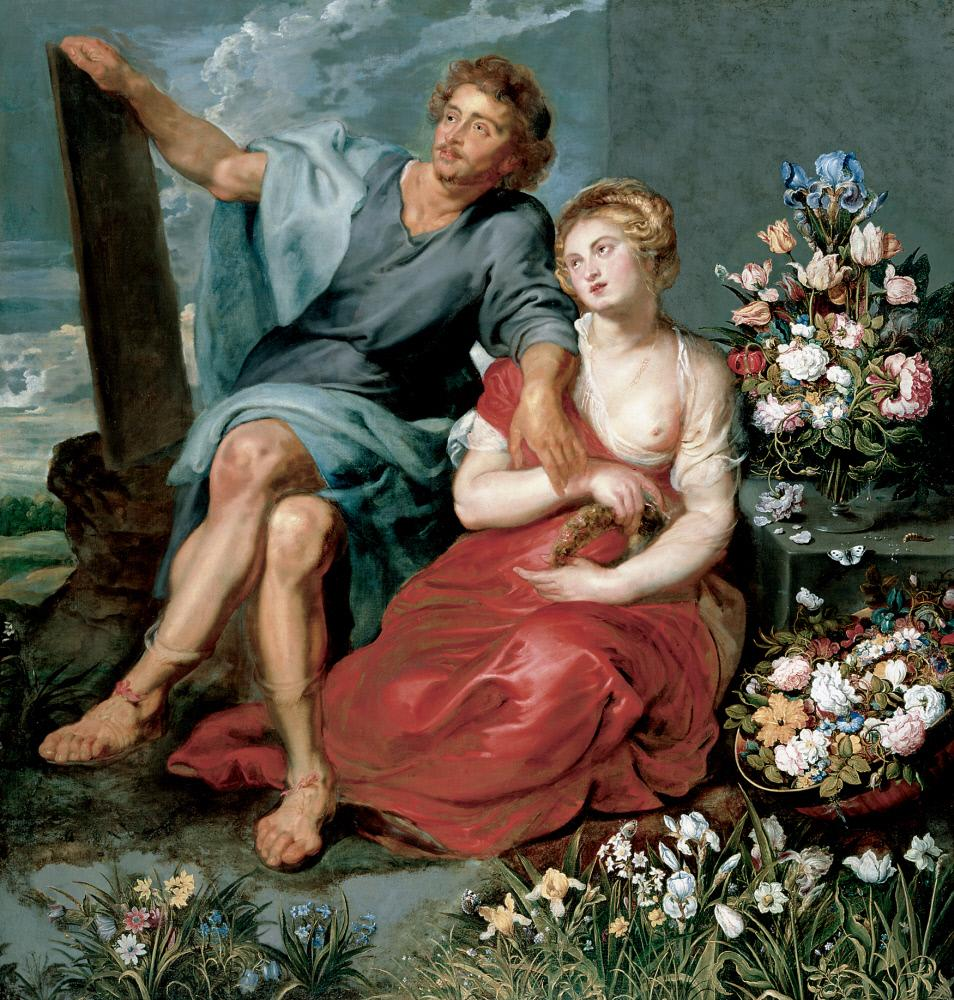
ピーテル・パウル・ルーベンスと共作した作品(1612/1615)